# Hymeniacidon longistylus
Espèce
Hymeniacidon longistylus est une espèce d'éponges de la famille des Halichondriidae.

## Systématique
L'espèce Hymeniacidon longistylus est décrite en 1972 par Ruth Desqueyroux-Faúndez.